# Хајешти (Горж)
Хајешти (рум. Hăiești) насеље је у Румунији у округу Горж у општини Сачелу. Oпштина се налази на надморској висини од 286 m.

## Становништво
Према подацима из 2002. године у насељу је живело 284 становника, од којих су сви румунске националности.